# Le Joueur (série télévisée)
Pour les articles homonymes, voir Le Joueur.
Le Joueur (اللاعب ou مسلسل اللاعب) est une série télévisée algérienne réalisé par Djamel Fazzaz. La série a été un grand succès en Algérie.
La série est diffusée durant l'année 2004 sur Télévision Algérienne et A3, et sur Canal Algérie pour les rediffusions.

## Fiche technique
- Titre original : اللاعب
- Titre français : Le Joueur
- Réalisateur : Djamel Fazzaz
  - Nombre d'épisodes : 30
  - Coproduction :
- Sociétés de production : Télévision Algérienne, Star Production
- Pays d'origine :  Algérie
- Langue originale : arabe algérien
- Format : Couleur
- Genre : dramatique

## Distribution
- Mohammed Adjaimi : Athmane
- Fatiha Berber : Amina
- Nawal Zaatar : Kahina
- Farida Krim : Anissa
- Nassima : Aisha
- Samir Abdoun : Réda
- Asmaa Djermoune : Sabrina
- Abdelkrim Briber : Mokhtar
- Nawal Zemit : Nabila
- Malika Belbey : Sonia
- Lamia Boussekine : Siham
- Sid Ali Kouiret :
- Bahia Rachedi : Ghania
- Madani Namoun : le joueur du poker